# Авраменко Олександр Іванович (військовик)
Олекса́ндр Іва́нович Авра́менко (нар. 24 березня 1971, с. Матяшівка, Полтавська, обл. — пом. 25 лютого 2016, поблизу с. Гранітне, Волноваський район) — український військовослужбовець, молодший сержант Збройних сил України, учасник російсько-української війни.

## Життєпис
Народився 1971 року в селі Матяшівка Лубенського району (Полтавська область), у шкільні роки проживав у смт Ромодан Миргородського району. Закінчив курси трактористів та екскаваторників, пройшов строкову службу в армії. Демобілізувавшись, працював на залізниці в Одеському порту, згодом — у ВАТ «Цукорінвест».
24 квітня 2015 року як доброволець мобілізований; молодший сержант, командир відділення лінійно-кабельного зв'язку, 14-й окремий мотопіхотний батальйон.
25 лютого 2016 року загинув від кулі снайпера поблизу села Гранітне Волноваського району (Донецька область).
1 березня 2016 року похований у смт Ромодан, де мешкають його батьки.

## Нагороди та вшанування
За особисту мужність, сумлінне та бездоганне служіння Українському народові, зразкове виконання військового обов'язку відзначений — нагороджений
- орденом «За мужність» III ступеня (8.4.2016, посмертно)[1]